# Стелла, Убальдо Теофано
Убальдо Теофано Стелла (итал. Ubaldo Teofano Stella OCD, 14 июля 1910 года, Италия — 9 ноября 1978 года) — католический прелат, епископ, первый викарий апостольского викариата Кувейта с 4 июня 1955 года по март 1966 года, член монашеского ордена босых кармелитов.

## Биография
28 октября 1932 года Убальдо Теофано Стелла был рукоположён в священника в монашеском ордене босых кармелитов.
4 июня 1955 года Римский папа Пий XII назначил Убальдо Теофано Стеллу титулярным епископом Антеополиса и викарием апостольского викариата Кувейта. 3 октября 1955 года состоялось рукоположение Убальдо Теофано Стеллы в епископа, которое совершил архиепископ Милана Джованни Батиста Энрико Антонио Мария Монтини в сослужении с епископом Лоди Тарчизио Винченцо Бенедетти и архиепископом Тривандрума Винцентом Виктором Дерером.
Участвовал в работе I, II, III и IV сессиях Второго Ватиканского собора.
В марте 1966 года Убальдо Теофано Стела подал в отставку. Скончался 9 ноября 1978 года.